# Calculator de scufundare

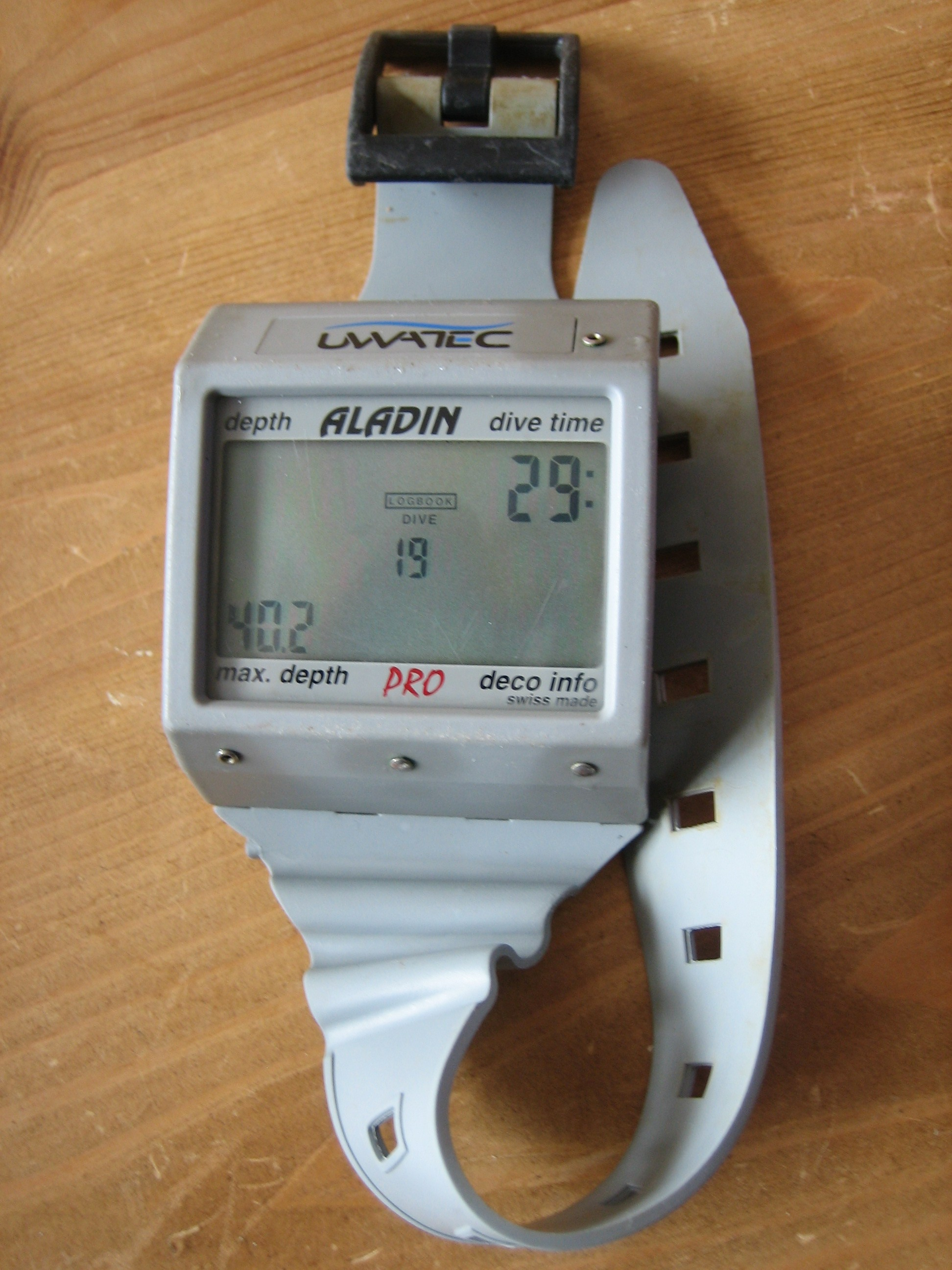
Calculator de scufundare

Calculatorul de scufundare este un calculator multilevel conceput în special pentru scafandrii care efectuează scufundări cu decompresie. Acesta poate calcula timpul de scufundare sub curba de securitate și timpul total necesar urcării. De asemenea, ia în considerare întregul profil de saturare și desaturare aferent scufundării. Efectuează compensarea pentru rata scăzută a azotului eliberat din țesuturi datorită unui flux scăzut de sânge în plămâni. Aceasta adaugă mai mult timp la durata scufundării și mai puțin timp la decompresie.
Primul calculator de scufundare este introdus în anul 1983 sub denumirea de "Orca Edge", iar în anul 1986 apare calculatorul de scufundare modern produs de Suunto.
Calculatorul de scufundare funcționează în mod continuu, monitorizând orice schimbare în altitudine, inclusiv orice zbor cu avionul sau cu elicopterul. Acest calculator de scufundare este capabil de 25 de funcții diferite dar, pentru simplitate, afișează numai informația esențială la momentul dorit.
Calculatorul de scufundare poate monitoriza automat parametrii mediului ambiant până la adâncimea maximă de 99 metri și altitudinea maximă de 4 000 metri.

## Informații afișate
- adâncimea de scufundare
- durata scufundării
- adâncimea maximă
- timpul total de urcare

Structura schematică a unui calculator scufundare

- palierul de decompresie cel mai adânc
- timpul de desaturare
- timpul de așteptare înainte de zbor
- altitudinea, adâncimea, paliere, viteza de urcare corectă pentru scufundări efectuate la altitudine
- modul de operare
- durata unei scufundări sub curba de securitate
- limita curbei de securitate
- timpul de decompresie
- numărul de țesut
- intervalul la suprafață
- stochează informațiile privind ultimele scufundări realizate

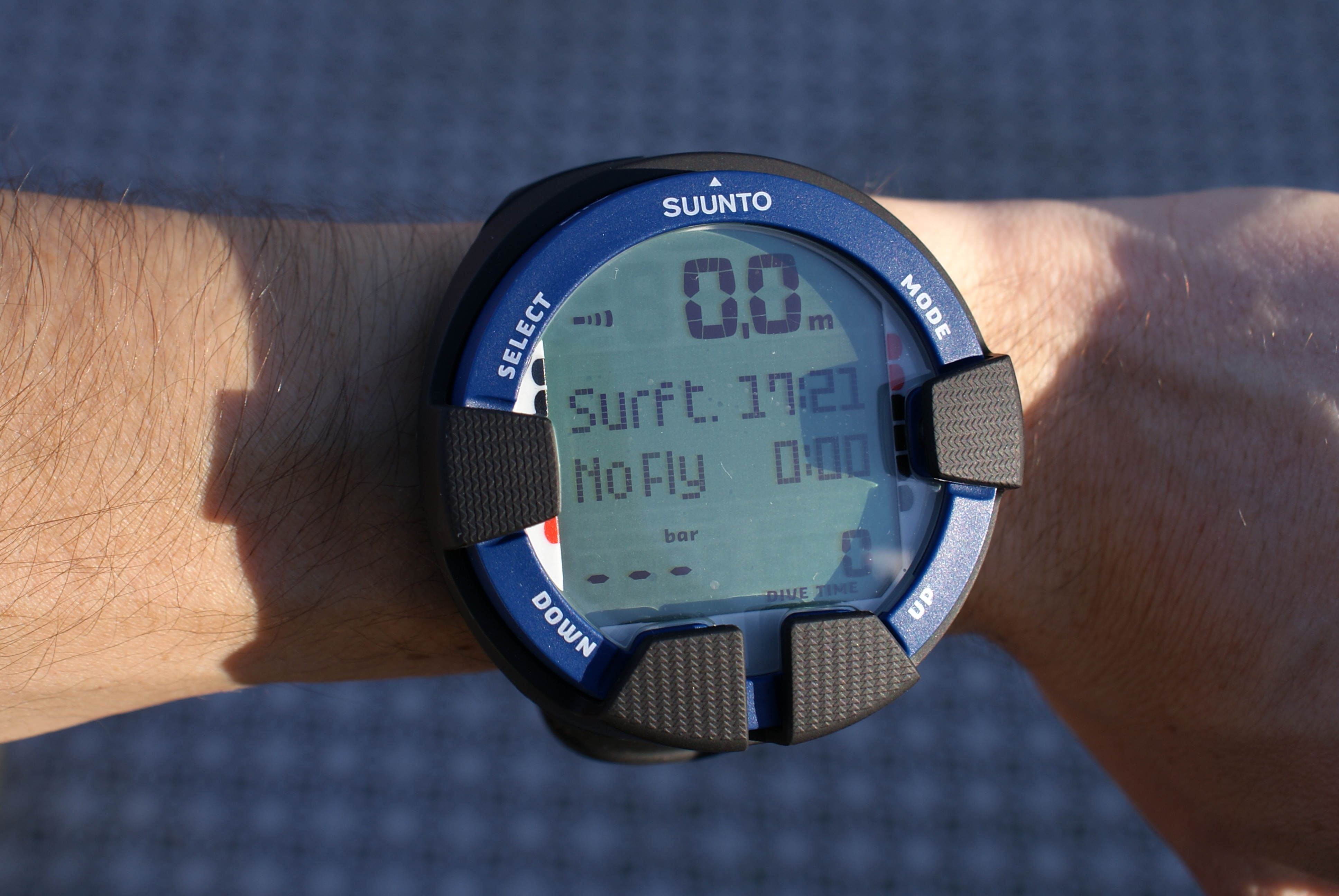
Un calculator de scufundare cu afișare wireless a presiunii din butelie și capabilități Nitrox.

## Alarme sonore
Calculatorul de scufundare este prevazut cu alarme sonore pentru avertizări cum ar fi:
- urcare prea rapidă
- nerespectarea instrucțiunilor de decompresie
- depășirea limitei presiunii parțiale a oxigenului
- baterii consumate.

## Tipuri de calculatoare de scufundare
În prezent calculatoarele de scufundare sunt produse de aproape orice firmă importantă producătoare de echipament de scufundare. 

Există calculatoare pentru scufundare liberă, specifice unui anumit amestec respirator folosit de scafandru (aer comprimat, Nitrox, Heliox, trimix), sau unei anumite teorii de decompresie (americană, elvețiană), fixate la încheietura mâinii, sau combinat cu alte instrumente pe o consolă prinsă la etajul I al detentorului pentru monitorizarea presiunii din butelii prin intermediul furtunului de presiune înaltă.

### Calculator pentru scufundare liberă
Calculatorul pentru scufundare liberă a devenit un instrument esențial pentru scufundătorii în apnee. Este de mărimea unui ceas etanș de scufundare, incorporând toate funcțiile necesare monitorizării fiecărei scufundări: adâncime curentă și maximă, durata scufundării, intervalul la suprafață între două scufundări, viteza de urcare, temparatura apei, ora și data etc.

## Firme producătoare
- Aeris
- Aqua Lung
- Cressi Sub
- Genesis
- Mares
- Oceanic
- Scubapro
- Seaquest Arhivat în 13 septembrie 2008, la Wayback Machine.
- Sherwood
- Suunto
- Tusa
- Uwatec
- Zeagle